# Cislago
Cislago là một đô thị ở tỉnh Varese trong vùng Lombardia, có cự ly khoảng 25 km về phía tây bắc của Milan và khoảng 20 km về phía đông nam của Varese. Tại thời điểm ngày 31 tháng 12 năm 2004, đô thị này có dân số 9.118 người và diện tích là 10.9 km².
Đô thị Cislago có các frazioni (đơn vị trực thuộc, chủ yếu là các làng) Massina, Santa Maria, và Cascina Visconta.
Cislago giáp các đô thị: Gerenzano, Gorla Minore, Limido Comasco, Mozzate, Rescaldina, Turate.